# Nick Monson
Nick Monson é um compositor estadunidense. Compôs inúmeras canções que listaram o top 5 da Billboard Hot 100, como "Applause", de Lady Gaga, e "Good for You", de Selena Gomez.